# Die Blumenfrau vom Potsdamer Platz
Die Blumenfrau vom Potsdamer Platz ist ein deutsches Stummfilm-Volksstück aus dem Jahre 1925 von Jaap Speyer.

## Handlung
Die Geschichte ist gleich einem Berliner Volksstück gehalten. Ein munterer Schuhputzer vom Potsdamer Platz unternimmt eine nächtliche Sause mit einem lockeren Mädchen, das einen eher zweifelhaften Ruf genießt. In einem Nachtlokal kann er die Zeche nicht zahlen, hat aber Glück, dass ein Freund für ihn einspringt. Es handelt sich dabei um den Arbeiter August Mahnke, dessen Ehefrau Trude die (titelgebende) Blumenfrau vom Potsdamer Platz ist, ein Berliner Original. Die bekommt diese Aktion in den falschen Hals und will sich nach einigem Hin und Her von ihrem Mann scheiden lassen. Der Schuhputzer aber unternimmt einiges, um das Ehepaar wieder miteinander zu versöhnen.

## Produktionsnotizen
Die Blumenfrau vom Potsdamer Platz wurde 1924/25 gedreht, passierte am 9. März 1925 die Filmzensur und wurde am 10. März 1925 in den Berliner Kinos Alhambra, Kurfürstendamm und Primus-Palast uraufgeführt. Der siebenaktige Film besaß eine Länge von 2596 Metern Länge und erhielt Jugendverbot.
Die Bauten entwarf Franz Schroedter.

## Kritik
In Paimann’s Filmlisten ist zu lesen: „Das Sujet ist lustig und flott inszeniert, die Darstellung bis auf einige kleine Übertreibungen sehr gut, Schünzel und die Glässner wieder glänzend. Die Photos sind zufriedenstellend, die Aufmachung in den Nachtlokalszenen groß und prunkhaft.“